# دای‌ایچی کانه‌کو
دای‌ایچی کانه‌کو ((به ژاپنی: 金子 大地 Daichi Kaneko)؛ زادهٔ ۲۶ سپتامبر ۱۹۹۶) بازیگر اهل ژاپن است.
از فیلم‌ها یا برنامه‌های تلویزیونی که وی در آن نقش داشته است می‌توان به ۱۳ ارباب شوگون، این یک فیلم تابستانی است اشاره کرد.